# 御薗橋

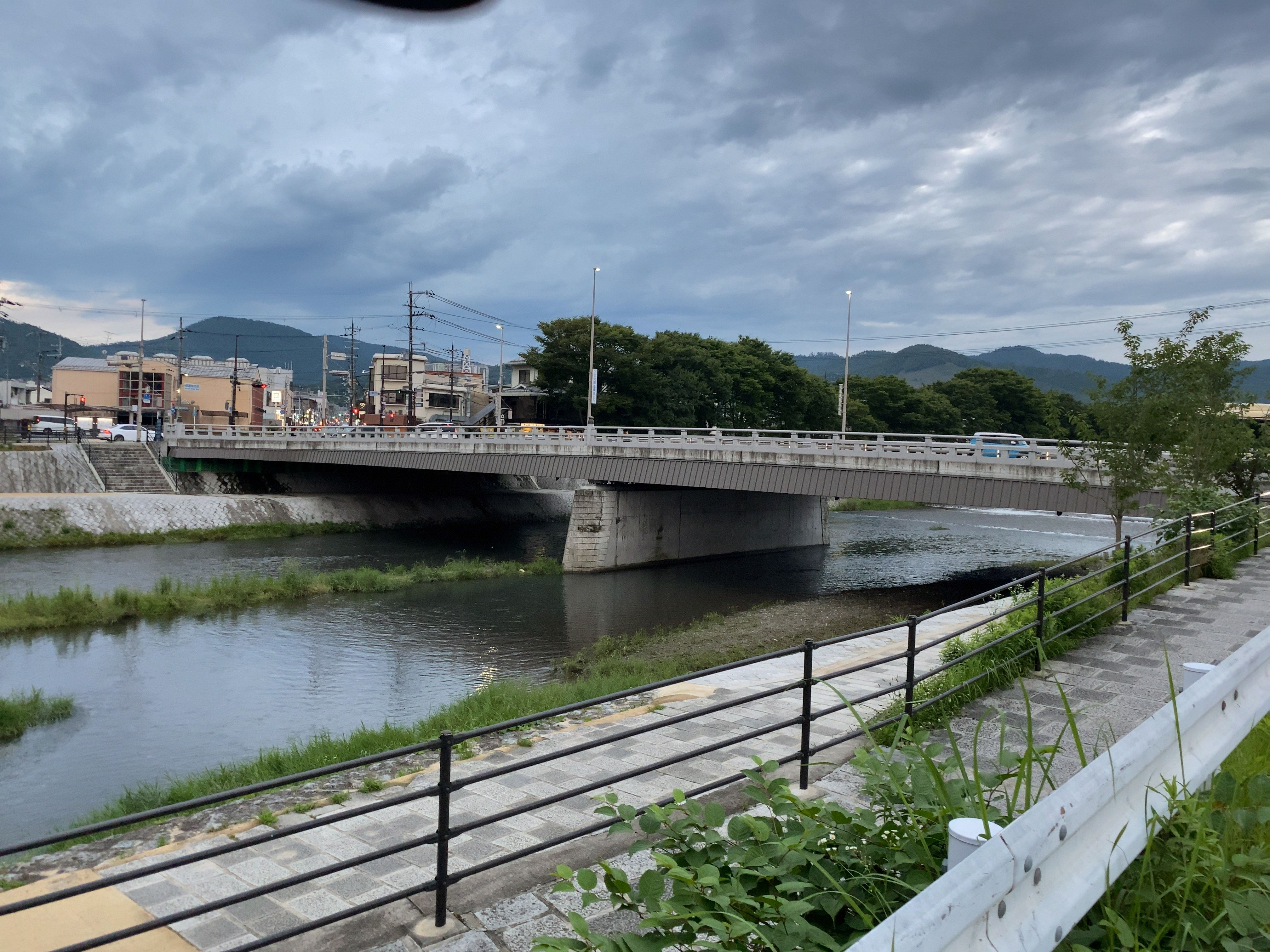
御薗橋

御薗橋（みそのばし）は、京都市北区の鴨川（賀茂川）に架かる御薗橋通の橋である。

## 概要

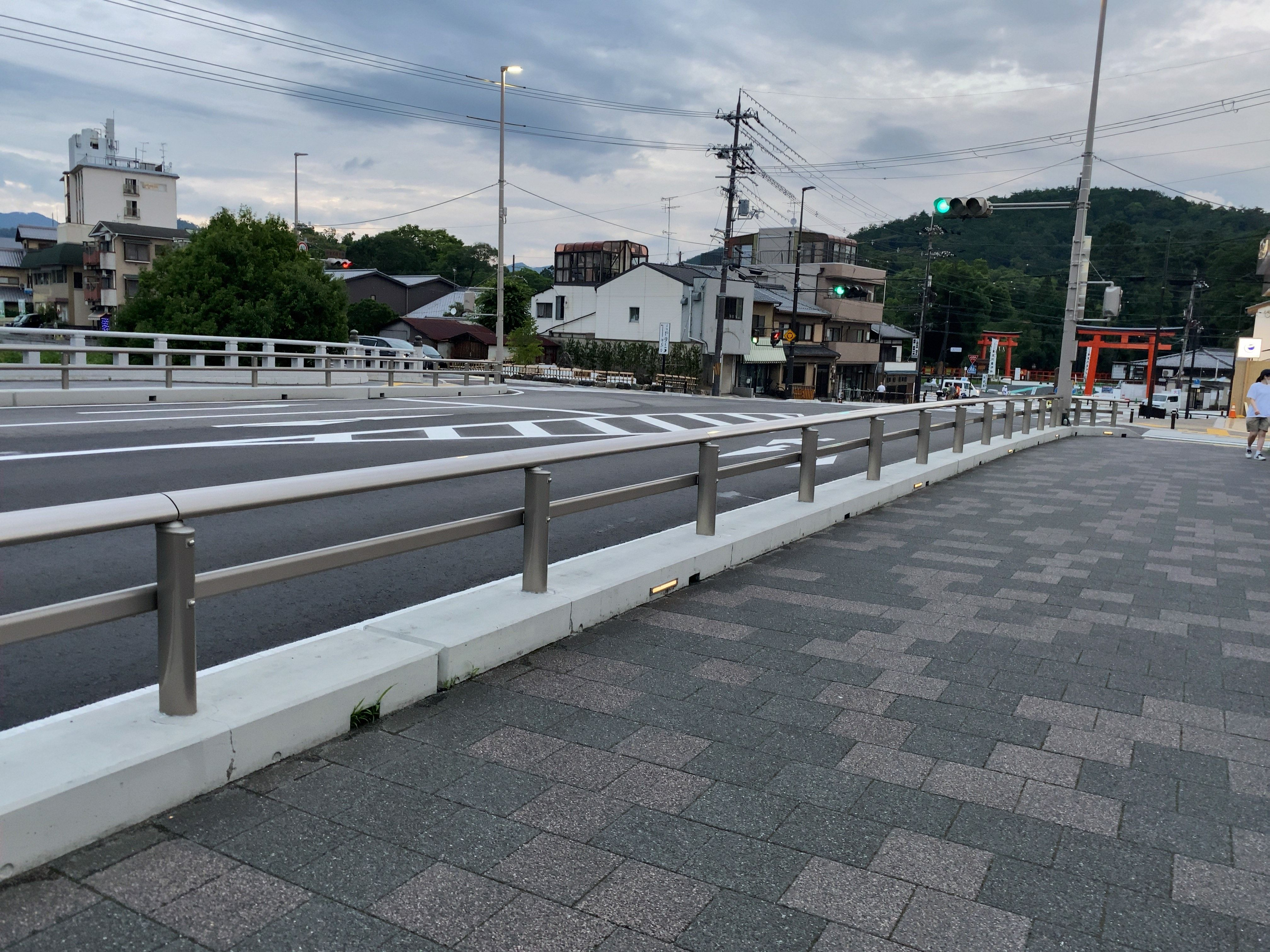
橋上から上賀茂神社を望む

西賀茂橋（船岡東通）と上賀茂橋（玄以通）の間に位置し、橋東詰からは上賀茂神社および上賀茂本通に続いている。葵祭の巡行経路の最後を飾る「神聖な橋」として知られるなど、鴨川に架かる橋の中でも歴史的な意味合いが強い。「御薗」とは、供物のための畑を意味する。橋西詰のすぐ南、加茂街道との交差点が堀川通の起点となる。
現在の御薗橋は2021年（令和3年）6月29日に供用が開始されたもので、有効幅員23m、2径間で4車線。両端には幅各4.5mの歩道が設けられている。上賀茂神社周辺の景観に配慮されたデザインが採用された。
先代の旧橋は1935年（昭和10年）6月29日に発生した鴨川水害で先々代の旧橋が流失した後、
1937年（昭和12年）に架設されたもので、橋長は69.8m、有効幅員は10.5m。川の中に2つの橋脚があった。片側1車線の車道およびその外側に歩道が設けられていたものの、歩道幅は1.5mと狭かった。加えて車道幅は7.5mながら交通量が多いため、しばしば自転車が歩道を疾走して歩行者の通行に危険な場面も見られた。そのため、「この橋の上の歩道は、自転車を押してください」の立看板が設置されていた。
御薗橋より上流の鴨川右岸は、京都市の広域避難場所に指定されている。

## 歴史

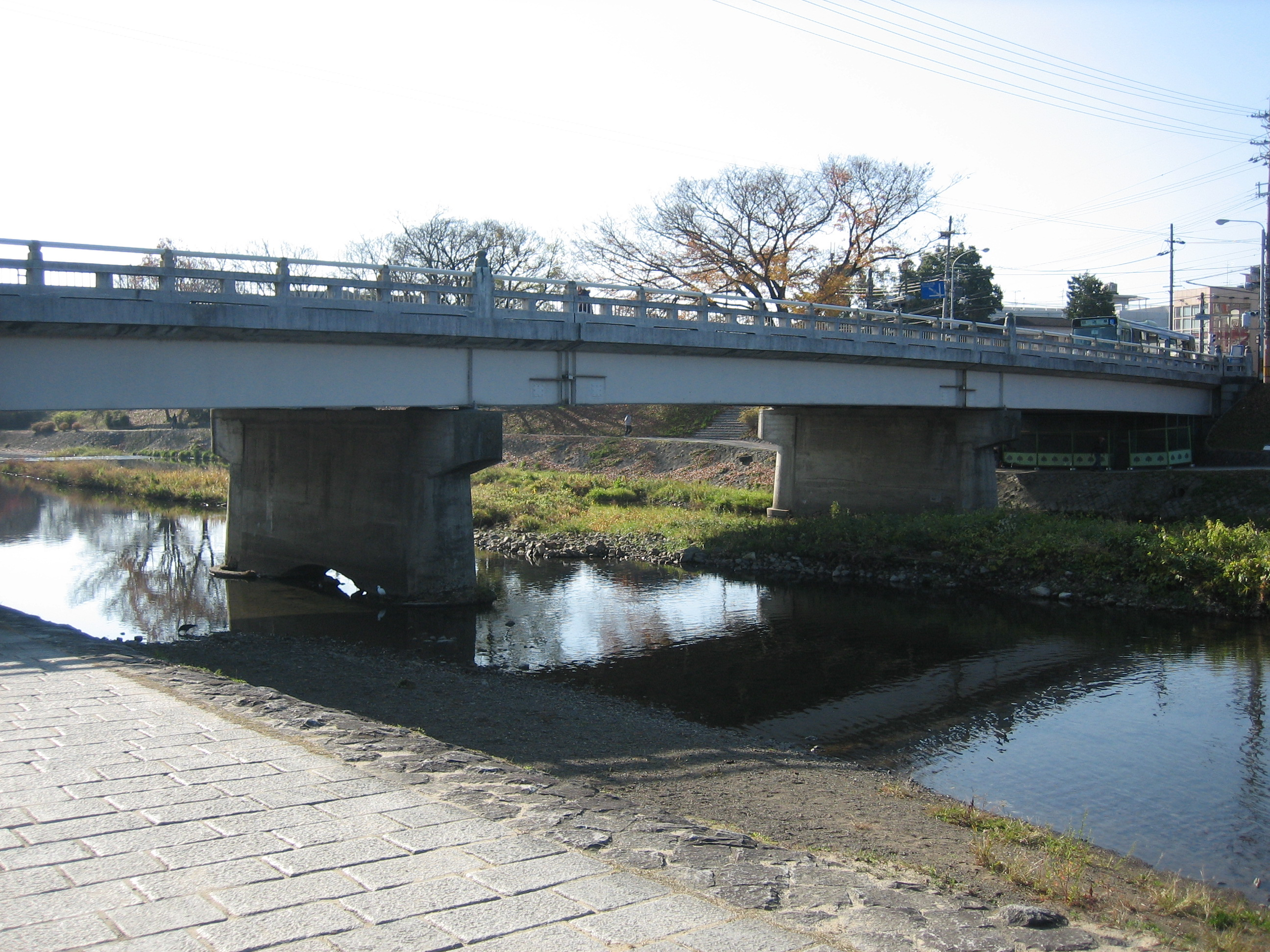
昭和時代に架設された旧御薗橋

周辺の寺社や京都市の記録によると、御薗橋の歴史は平安時代以前にさかのぼるという。もともとは葵祭の勅使を通すため臨時に架けられた橋で、祭礼が終わるとその都度破却、撤去していたという。右岸一帯が大宮郷だったことから、「大宮の渡し」とも呼ばれていた。最古のものでは1654年（承応3年）の古地図に描かれているが、描かれていないその後の地図も発見されている。
御薗橋が常設されるようになったのは江戸時代末期の1864年（元治元年）である。付近一帯を襲った1935年（昭和10年）の京都大水害により橋が流出、その2年後に市が架設した。1972年（昭和47年）に歩道が設けられ、2021年の架け替えを経て今日に至る。

## 改築事業

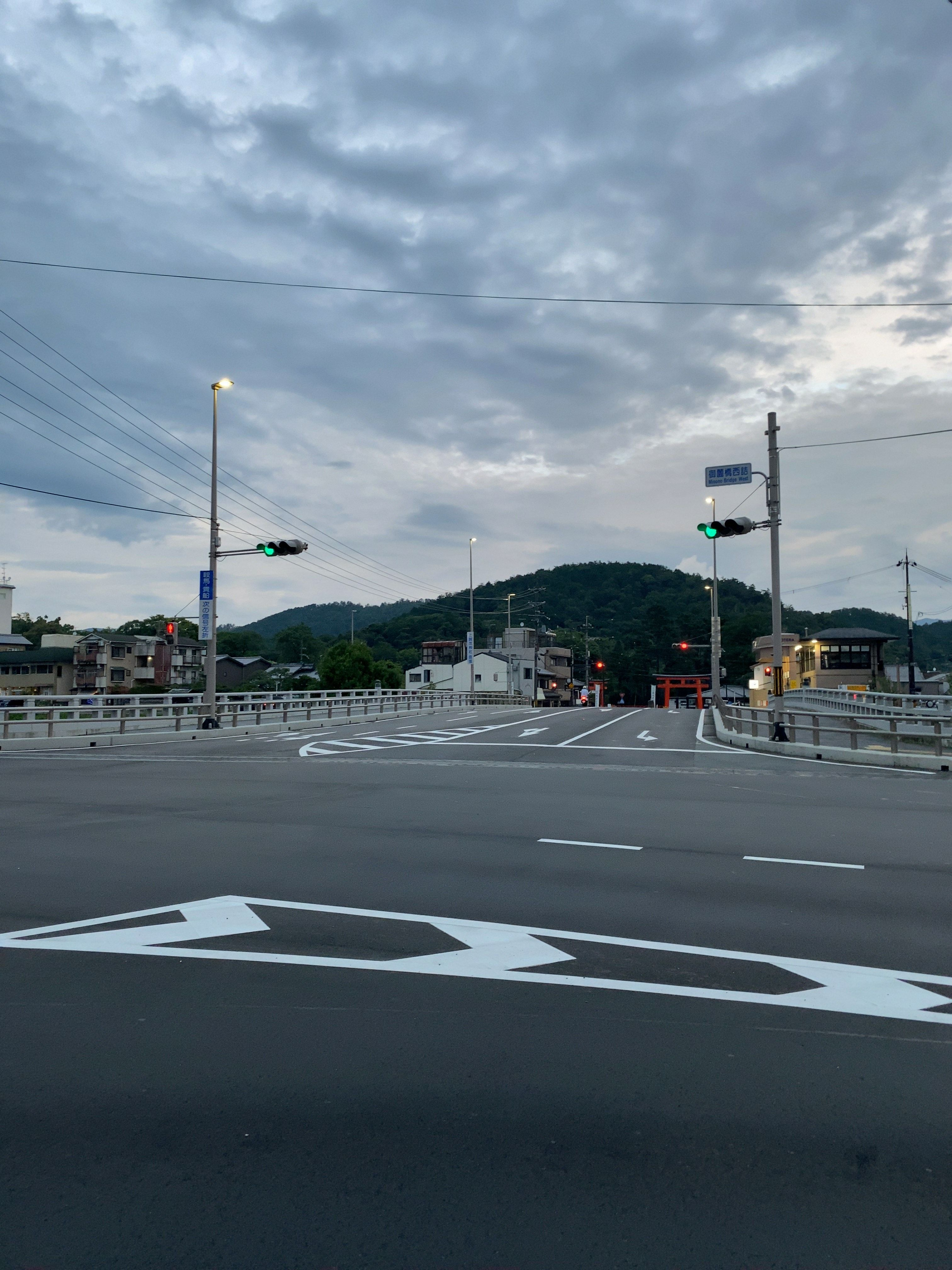
拡幅工事の完了した御薗橋

御薗橋は災害時の緊急輸送道路に指定されている。また、堀川通を経て市内中心部と、鞍馬、江文峠を経て大原方面をつなぐ要所であり、かつ重要な生活道路でもある。そのため、平時から1日1万台を上回る車が通行するなど、交通量が大変多い。しかし、葵祭の挙行に支障が出ることから、架設以来目立った改修がまったくなされておらず、かねてから橋の耐震性や機能性の向上が求められていた。
2010年（平成22年）に、京都市は全面改築が必要と判断し、脚から建設し直す架け替えで、幅員を2倍強の約23mに拡大する（車道は片側2車線、歩道は現状の3倍に拡張）改築計画案をまとめた。橋脚から造り直す架け替えや、橋桁交換などの工法を決め、堀川通と加茂街道の交点から橋西詰に至る道路拡張工事を完了させた後の、2015年（平成27年）10月19日に着工した。
仮橋は架橋せず既存橋を残しながら、新橋南側部分を先行して施工する。橋詰南側法面に茂る樹木のうち、施工の障害となるものは、樹木医の助言を参考に京都市が一本ずつ移植、伐採を判断した。新橋北側部分となる既存橋の架け替えを経て、5年後の2020年（令和2年）頃に完成させる予定であった。およそ1年遅れの2021年6月29日より全面供用が開始された。

### 新橋南側に四季の絵
2017年（平成29年）6月、本体架設が順調に進行する新橋南側において、アスファルト塗装を行う前のコンクリート面に、近隣の小学生ら820名が、「賀茂川の四季」をテーマに舟形万灯籠を背景としてサクラやホタルなどの絵を描いた。この絵は舗装工事後は見えなくなるものの、大宮小学校創立100周年記念事業の一環として実施された。

### 架け替え整備完了に伴う記念式典
2021年6月28日に、京都市長を来賓に招き、近隣の上賀茂小学校や大宮小学校に通学する児童を含めた地元住民や上賀茂神社関係者らおよそ40名が参加する記念式典が催され、テープカットや交通安全祈願祭、地域の幼稚園児らによる渡り初めで新橋の完成を祝った。

## 周辺施設
- 上賀茂神社
- 御薗橋801商店街　橋西詰から続く京都市最北の商店街、マスコットキャラクター801ちゃんでも知られる
- 京都市立加茂川中学校
- 京都産業大学
- 京都府道38号京都広河原美山線
- 京都府道61号京都京北線